# Chariot (Einheit)
Der Chariot, auch mit Wag oder Wog bezeichnet, war eine niederländische Masseneinheit und als Wollgewicht in der Anwendung gewesen. Er ist auch in Schweden und Frankreich genutzt worden.
Im eigentlichen Sinn war es ein Gewichtsmaß für raumbeanspruchende Waren. Übersetzt heißt das Maß Wagen oder Karre.
- 1 Chariot = 77,343 Gramm[2]
- 1 Sack = 2 Chariots
- 1 Seltier = 6 Chariots
- 1 Chariot = 27 ½ Nagel/Nail
- 1 Nail = 2812,5 Gramm
- 1 Chariot = 165 Pfund (Antwerpener) = 470,1561 Gramm/Pfund mal 165 Pfund = 77,57 Kilogramm[3]
- Amiens 1 Chariot = 175 Pfund (amiens)[4]

Der englische Nagel/Nail oder Clove hatte eine andere Masse.